# Anthony Lopes
Anthony Lopes, född 1 oktober 1990 i Givors, Frankrike, är en portugisisk fotbollsmålvakt som spelar för franska Nantes.

## Klubbkarriär
Den 30 december 2024 värvades Lopes av Nantes, där han skrev på ett halvårskontrakt med option på ytterligare två år.

## Landslagskarriär
Lopes debuterade för Portugals landslag den 31 mars 2015 i en 2–0-förlust mot Kap Verde.